# Khai Bua Ban
Khai Bua Ban (voller Thronname Samdat Brhat-Anya Chai Khaya Buyanabana) war zwischen 1433 und 1436 König von Lan Chang.

## Leben
Vor seiner Ernennung war Khai Bua Ban Gouverneur von Chiang Kai. 1433 folgte er Lue Sai auf den Thron. Er wurde auf Befehl von Nang Keo Pimpha (Kei Phim Fa) getötet. Sein Nachfolger war Kham Koert (reg. 1436–1438).